# Skarvsjöby
Skarvsjöby (sydsamiska: Skärvoe) även i folkmun kallad Skarven är en by i Storumans kommun. 

## Historia

### Den samiska bakgrunden och de första bosättarna
Den muntliga traditionen bekräftar fornfynden kring Skarvsjön. Boplatser och härdar vittnar om byns samiska bakgrund. Ortnamn som Lappoviken, Tjutsa-Sara stenen, samt fyndet av en s.k. metalldepå på Bäckerholmen, den s.k. lappskatten. Skriftliga källor berättar om nybyggarlappen Mårten Johansson som år 1788 bosatte sig på sydsluttningen av Skarvberget. 1791 flyttade denne vidare och två nya brukare kom till Skarvsjö. Det var Lars Pehrsson från Gäddträsk i Lycksele och Pehr Jacobsson Lycksam från Burträsk. 

### Skolan
1864 inrättades fattigskolan, även kallad donationsskolan, i Skarvsjöby. En fast skola innebar heltidsläsning till skillnad från de sju veckor som den ambulerade skolan gav. Skolundervisningen pågick i byn fram till 1997 och därefter har barnen gått i skola i Storuman.

### Kvarnen, sågen och vattenkraften
Arbetet med att uppföra kvarnen företogs troligen av Mårten Johansson, och i vilket fall så färdigställdes den av ägarna efter honom. I slutet av 1800-talet och i början av 1900-talet grävdes ett kvarndike i Skarvsjöby. Det försåg kvarnarna och sågen med vatten. Bygget av en kraftstation inleddes i september 1921 och stationen stod klar i mars 1922. När stationen var klar påbörjades direkt såghusbygget med tillhörande kvarn. Den gamla sågen revs, då den var i dåligt skick. 1923 drogs ledningar till Stensele, så att kraft kunde köpas av U.P.A.

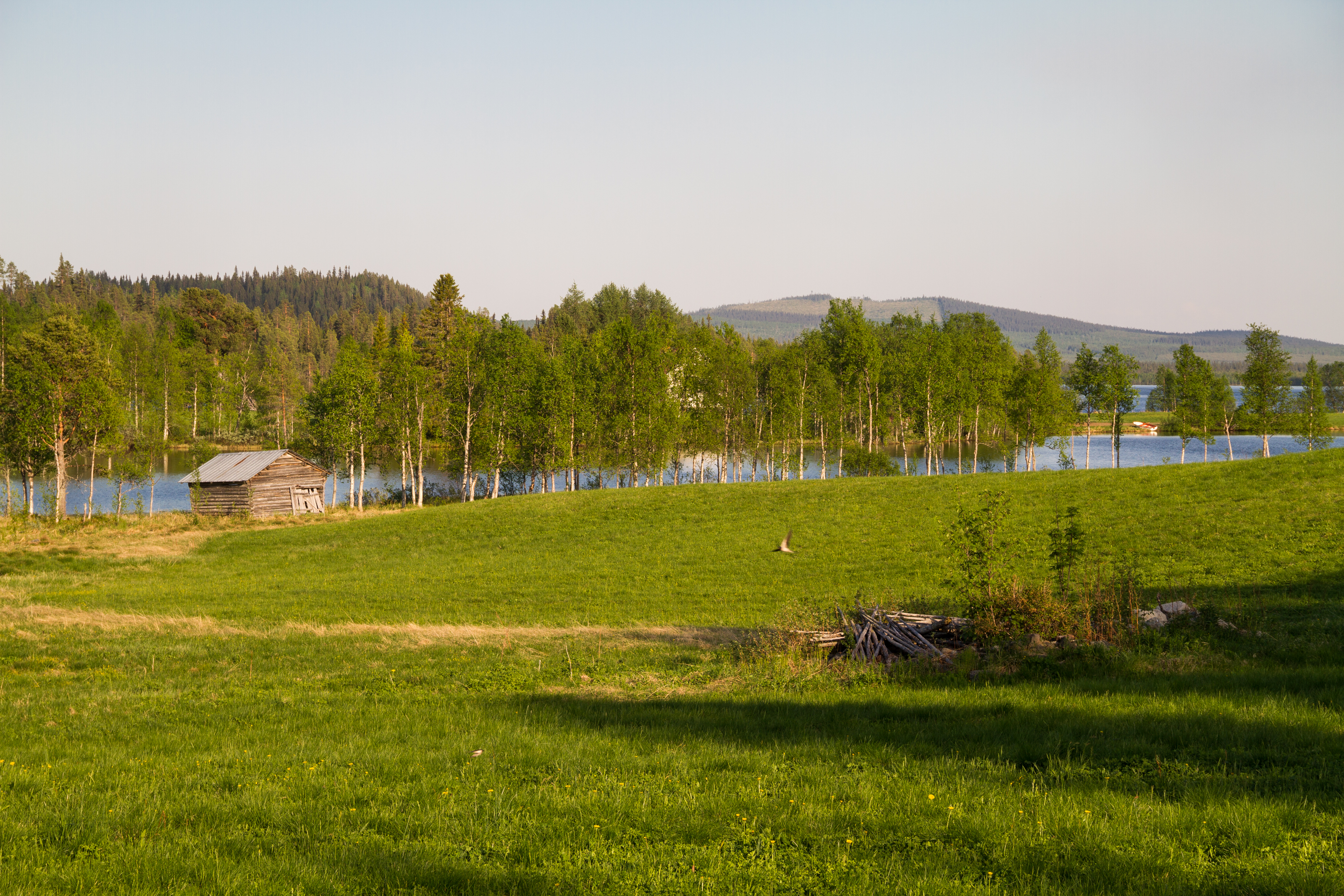
Utsikt från Skarvsjöby.

### Viktiga årtal i byns historia
- 1788 - Första nybygget insynades.
- 1807 - Skatteläggning.
- 1864 - Fattigskola inrättades i byn, även kallad Donationsskola.
- 1891-98 - Storskiftet som förändrade äganderätten av skog och mark.
- 1918 - Landsvägen blev bruten till Skarvsjöby.
- 1920 - Den första telefonen installerades.
- 1921 - Kraftstationsbygget påbörjades, klart 1922 och första ellampan tändes i byn.
- 1966 - Kraftstationen togs ur drift.
- 1997 - Skolan i byn läggs ned.

### Befolkningsutveckling
| Befolkningsutvecklingen i Skarvsjö/Skarvsjöby 1950–2015 | Befolkningsutvecklingen i Skarvsjö/Skarvsjöby 1950–2015 | Befolkningsutvecklingen i Skarvsjö/Skarvsjöby 1950–2015 | Befolkningsutvecklingen i Skarvsjö/Skarvsjöby 1950–2015 | Befolkningsutvecklingen i Skarvsjö/Skarvsjöby 1950–2015 |
| ------------------------------------------------------- | ------------------------------------------------------- | ------------------------------------------------------- | ------------------------------------------------------- | ------------------------------------------------------- |
|                                                         |                                                         |                                                         |                                                         |                                                         |
| År                                                      |                                                         |                                                         | Folkmängd                                               | Areal (ha)                                              |
| 1950                                                    | 1950                                                    |                                                         | 316                                                     |                                                         |
| 1960                                                    | 1960                                                    |                                                         | 204                                                     |                                                         |
| 1990                                                    | 1990                                                    |                                                         | 122                                                     | 34#                                                     |
| 1995                                                    | 1995                                                    |                                                         | 116                                                     | 37#                                                     |
| 2000                                                    | 2000                                                    |                                                         | 122                                                     | 37#                                                     |
| 2005                                                    | 2005                                                    |                                                         | 108                                                     | 38#                                                     |
| 2010                                                    | 2010                                                    |                                                         | 109                                                     | 43#                                                     |
| 2015                                                    | 2015                                                    |                                                         | 65                                                      | 26#                                                     |
| Anm.: Ej tätort 1965 # Som småort.                      |                                                         |                                                         |                                                         |                                                         |